# Schwarm der Schrecken
Schwarm der Schrecken (Fernsehtitel: Der Schwarm der Schrecken; Originaltitel: La nuée) ist ein französischer Tierhorrorfilm von Just Philippot aus dem Jahr 2020.

## Handlung
Die alleinerziehende Virginie hat nach dem Unfalltod ihres Mannes die Schafzucht aufgegeben und angefangen, eine Heuschreckenzucht aufzubauen. Heuschrecken will sie getrocknet und als Mehl verkaufen, doch entwickelt sich die Zucht schlecht. Sie hat nur ein Gewächshaus, die Heuschrecken sind mager und vermehren sich kaum und ihre Verkaufspreise lohnen sich für Händler nicht, die ihre Ware bei anderen Züchtern preiswerter erhalten. Zur Freude ihrer Tochter Laura, die von Mitschülern wegen der Zucht verspottet wird, entschließt sich Virginie, die Zucht zu verkaufen und anderswo neu anzufangen. Wütend über ihr Versagen beginnt sie, das Gewächshaus zu zerstören und stürzt dabei schwer. Als sie aus der Ohnmacht erwacht, findet sie zahlreiche Heuschrecken an einer großen Armwunde und in Blutlachen im Gewächshaus vor. Sie ist angeekelt, bemerkt jedoch am nächsten Tag, dass die Heuschrecken sich rasant vermehrt haben und auch sonst viel aktiver sind. Sie hält zum Test ihren verletzten Arm in das Gewächshaus. Sofort stürzen sich zahlreiche Heuschrecken auf sie.
In der Folgezeit baut Virginie mithilfe des Nachbarn Karim neue Gewächshäuser. Sie verletzt sich immer wieder absichtlich, um die Tiere zu füttern, und geht schließlich dazu über, Blut über Händler zu kaufen, um den Bedarf zu stillen. Laura ist wütend, dass die Familie nicht wegziehen wird, und beschädigt eines Tages absichtlich eines der Gewächshäuser. Ein Schwarm Heuschrecken entkommt und greift Lauras Bruder Gaston und seine Ziege an. Die Ziege entkommt – Virginie findet sie kurz darauf tot und mit Heuschrecken übersät vor, verschweigt ihrem Sohn jedoch den Fund. Laura wird Virginie gegenüber immer misstrauischer, so entdeckt sie ihre zahlreichen Verletzungen, die die Mutter vor den Kindern versteckt. Virginies Verhalten wird immer obsessiver, so will sie alte Bäume des Grundstücks fällen lassen, um noch mehr Gewächshäuser aufzustellen, und lässt sich selbst zur Ader, als der Blutnachschub über Händler ausbleibt. Laura bittet schließlich Nachbar Karim um Hilfe. Er erkennt, dass Virginie geschwächt ist, doch weigert diese sich, zu erklären, was vor sich geht. Karim begibt sich heimlich in die Gewächshäuser, wo er unter anderem die Leiche eines Nachbarn vorfindet, der bei Virginie seinen entlaufenen Hund gesucht hat und von den Heuschrecken überwältigt wurde. Entsetzt zündet Karim die Gewächshäuser an. Die Heuschrecken entkommen als großer Schwarm und machen Jagd auf Laura, die zu einem See flüchtet. Sie versteckt sich im See unter einem umgedrehten Boot, doch drohen die Heuschrecken, das Boot in die Tiefe zu drücken. Virginie rettet sie, indem sie sich selbst verletzt und den Heuschrecken ihr Blut anbietet. Als der Schwarm von Laura ablässt, stürzt sich Virginie in den See. Der Schwarm verschwindet und Laura hält ihre verletzte Mutter schließlich weinend im Arm.

## Produktion
Schwarm der Schrecken war der erste Langfilm, den Just Philippot als Regisseur veröffentlichte. Die Arbeit am Drehbuch, das von Jérôme Genevray und Franck Victor geschrieben wurde, dauerte zwei Jahre. Die Dreharbeiten fanden von August bis September 2019 innerhalb von 35 Tagen auf einer Farm in Caubeyres, Lot-et-Garonne, statt. Die Kostüme schuf Charlotte Richard, die Filmbauten stammen von Margaux Mémain. Der Film wurde mit einem Budget von 2,5 Millionen Euro realisiert.
Die Premiere von Schwarm der Schrecken war ursprünglich im Rahmen der Semaine de la critique der Internationalen Filmfestspiele von Cannes 2020 vorgesehen, die aufgrund der Covid-19-Pandemie jedoch nicht stattfanden. Wie andere Filme des Festivals darf Schwarm der Schrecken jedoch das „Label Semaine de la critique 2020“' tragen. Festivalpremiere war am 29. August 2020 auf dem Festival du film francophone d’Angoulême. Schwarm der Schrecken lief am 16. Juni 2021 in den französischen Kinos an und wurde am 6. August 2021 über Netflix auch in Deutschland veröffentlicht.

## Synchronisation
| Rolle            | Darsteller     | Synchronsprecher                         |
| ---------------- | -------------- | ---------------------------------------- |
| Virginie Hébrard | Suliane Brahim | Nadine Heidenreich / Dorothee Sturz      |
| Karim            | Sofian Khammes | Asad Schwarz                             |
| Laura Hébrard    | Marie Narbonne | Milena Rybiczka / Carlotta Josefine Pahl |
| Gaston Hébrard   | Raphael Romand | Oskar Ehrhorn                            |

## Auszeichnungen
Schwarm der Schrecken gewann 2020 auf dem Sitges Festival Internacional de Cinema Fantàstic de Catalunya den Preis für die beste Darstellerin und den Spezialpreis der Jury. Er war zudem als bester Spielfilm nominiert. Bei den Prix Lumières 2022 und beim César 2022 erhielt Philippot jeweils eine Nominierung für das beste Erstlingswerk.